# Asplenium schultzei
Asplenium schultzei är en svartbräkenväxtart som beskrevs av Guido Georg Wilhelm Brause. Asplenium schultzei ingår i släktet Asplenium och familjen Aspleniaceae. Inga underarter finns listade.